# Attheyella baikalensis
Attheyella baikalensis är en kräftdjursart som beskrevs av Evgenii Vladimirovich Borutzky 1931. Attheyella baikalensis ingår i släktet Attheyella och familjen Canthocamptidae. Inga underarter finns listade i Catalogue of Life.